# Yolande av Lothringen
Yolande av Lothringen, född 1428, död 1483, var regerande hertiginna av Lothringen under år 1473, och regerande hertiginna av Bar under år 1480.
Hon var dotter till Isabella I av Lothringen och René I av Neapel, och syster till Johan II av Lothringen, som 1453 efterträdde deras mor. Hon trolovades 1431 och gifte sig 1445 med sin kusin greve Fredrik II av Vaudémont. Hon blev änka 1470.
Hon blev regerande hertiginna av Lothringen när hennes brorson Nicolaus I av Lothringen avled år 1473, men abdikerade till förmån för sin son René II av Lothringen. Hon blev regerande hertiginna av Bar vid sin far René I av Neapels död år 1480, men abdikerade genast till sin sons förmån, vilket gjorde att hertigdömena Lothringen och Bar förenades. 
År 1481 ärvde hon anspråket på kungariket Neapel och Jerusalem från sin kusin, greve Karl V av Maine, och titulerades därefter drottning av Jerusalem och Neapel; hon avsade sig inte detta anspråk, men de innebar i praktiken inte mycket då det ena riket hade upphört och det andra innehades av en annan dynasti.